# All Hallow’s EP
All Hallow’s EP — мини-альбом калифорнийской альтернативной рок-группы AFI. Издан 5 октября 1999 года на лейбле Nitro Records. Содержит три новые песни и кавер-версию песни The Misfits «Halloween».

## Об альбоме
Именно один из треков на этом диске принёс AFI большую известность — это песня «Totalimmortal». На неё был снят видеоклип, а также сделан кавер группой The Offspring, который стал саундтреком к фильму «Я, снова я и Ирэн». Также трек «The Boy Who Destroyed the World» был включен в игру Tony Hawk's Pro Skater 3. Трек Halloween является кавером AFI на песню группы The Misfits.

## Список композиций
| №  | Название                          | Длительность             |
| -- | --------------------------------- | ------------------------ |
| 1. | «Fall Children»                   | 3:12                     |
| 2. | «Halloween»                       | 3:58 (1:50, далее аутро) |
| 3. | «The Boy Who Destroyed the World» | 3:05                     |
| 4. | «Totalimmortal»                   | 2:44                     |